# 1200 Imperatrix
1200 Imperatrix (1931 RH) là một tiểu hành tinh vành đai chính được phát hiện ngày 14 tháng 9 năm 1931 bởi Reinmuth, K. ở Heidelberg.